# Maurice Garin

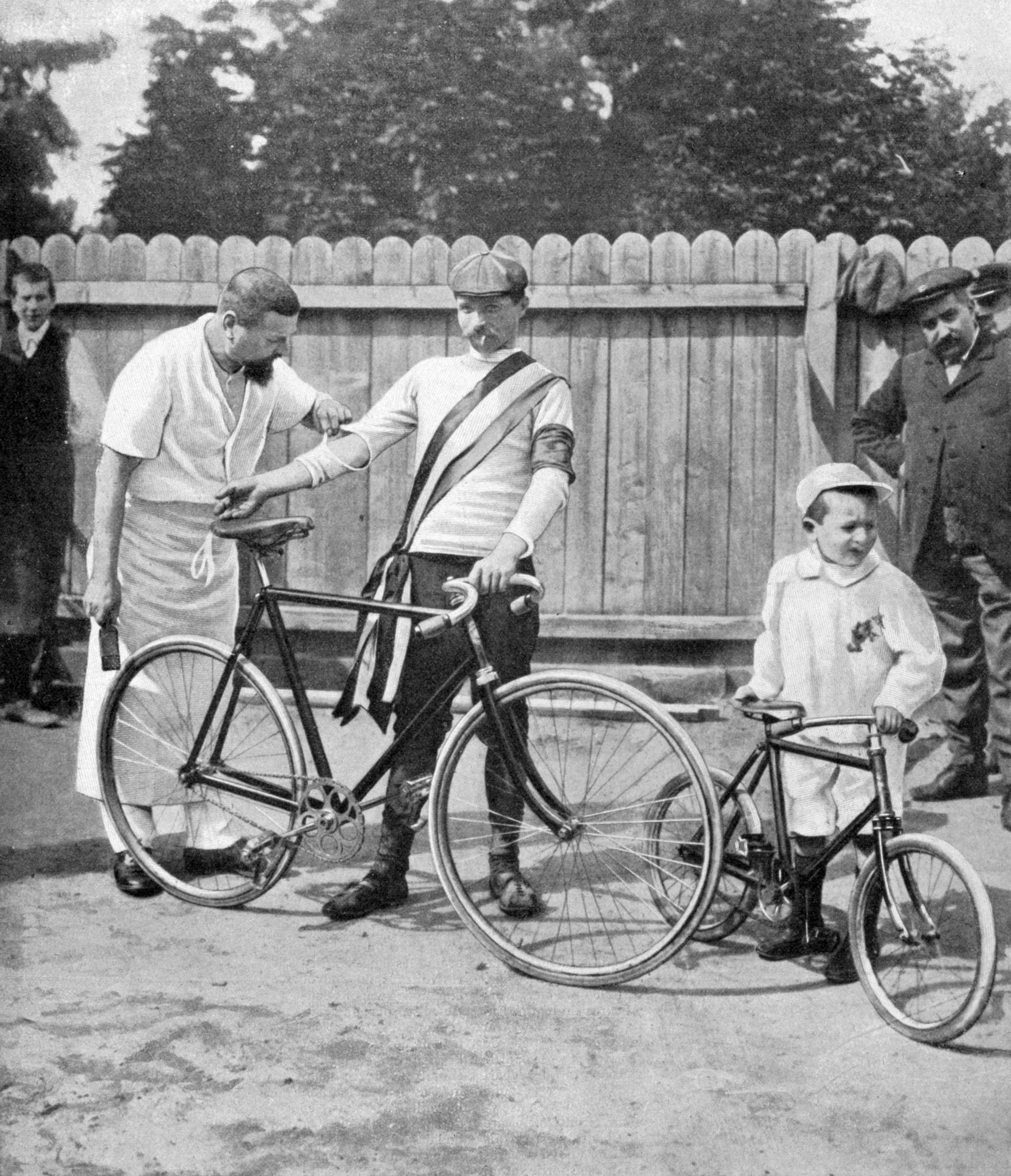
Garin amb el seu fill

Maurice Garin   (Arvier, 3 de març de 1871 - Lens, 19 de febrer de 1957), fou un ciclista, conegut per la seva victòria a la primera edició del Tour de França.

## Biografia
Nascut a Itàlia, molt a prop de la frontera amb França, Garin de seguida va travessar la frontera per anar a treballar.
La seva carrera com a ciclista comença al nord de França quan amb el seu germà, César, comença a guanyar curses regionals. El 1893, guanya una cursa de 24 hores a Lieja i el 1895 la Bol d'Or a Vincennes al sud-est de París.
Després guanya la Paris-Roubaix de 1897 i 1898. El 1902, guanya la Bordeus-Paris i el 1903 la primera edició del Tour. Garin, també guanyaria l'edició de 1904 però fou desqualificat per raons que no quedaren aclarides. Garin va defensar la seva innocència durant tota la seva vida, però la pèrdua de les al·legacions durant la invasió de França per part dels nazis impossibilità qualsevol aclariment del cas.
Garin, es retiraria del ciclisme professional i s'instal·laria a Lens, on treballa en un taller fins a la seva mort. La seva tomba es pot visitar al cementiri est del suburbi de Sallaumines, prop de Lens. La ciutat de Lens li retrà homenatge batejant el seu velòdrom del nom de Maurice Garin.
Després de la Segona Guerra Mundial crea l'equip ciclista Garin, amb els colors vermell i blanc.

## Palmarès
- 1893
  - 1r a la Dinant-Namur-Dinant
  - 1r als 800 km de Párís
- 1894
  - 1r al Premi d'Avesnes-sur-Helpe
- 1895
  - 1r a la Guingamp-Morlaix-Guingamp
  - 1r a la París-Saint-Malo
- 1896
  - 1r a la París-Le Mans
  - 1r a la París-Mons
  - 1r la Lieja-Thuin
- 1897
  - 1r a la París-Roubaix
  - 1r a la París-Royan
  - 1r a la París-Cabourg
  - 1r a la Tourcoing-Béthune-Tourcoing
- 1898
  - 1r a la París-Roubaix
  - 1r a la Tourcoing-Béthune-Tourcoing
  - 1r a la Valenciennes-Nouvion-Valenciennes
  - 1r a la Douai-Doullens-Douai
  - 1r als 50 km d'Oostende (pista)
- 1901
  - 1r a la París-Brest-París
- 1902
  - 1r a la Bordeus-París
- 1903
  - 1r al Tour de França i vencedor de 3 etapes